# Emma Gunnarsson
Emma Marie Kristina Harnemo (fd. Gunnarsson), född den 9 juni 1988 är en svensk basketspelare fostrad i  Södertälje BBK där hon tagit fyra USM/JSM-guld. Hon gjorde sedan två säsonger med Eskilstuna Basket i Basketligan Dam (2007-2009) innan hon kom tillbaka till Telge Basket 2009. Där hon tog SM-guld säsongen 2010-2011. Hon spelar sedan säsongen 2011-2012 i Kvarnby Basket i Göteborg.